# 饶漱石
饶漱石（1903年11月23日—1975年3月2日），原名饶石泉，号漱石，曾用名梁朴、赵建生，江西临川人，原中国共产党、中华人民共和国政治人物，原副国级领导人。原中共华东局第一书记，中央人民政府委员、中央人民革命军事委员会委员，中共中央组织部部长，1954年因卷入高饶反党联盟和潘汉年案件被解职、逮捕、判刑。1975年3月2日，因病於監獄中去世，享年72岁。

## 生平

### 早年
饶漱石光绪癸卯年十月初五出生于江西省临川县锺岭乡（现抚州市临川区）。早年入读江西省立三师（今抚州一中）。1922年入读上海大学。1923年加入中国社会主义青年团，1925年转入中国共产党。1927年曾参加上海工人武装起义。四一二事变后，任中共赣东北特委书记。后任共青团浙江省委书记、共青团中央秘书长。1929年调东北，任共青团满洲省委书记，代理中共满洲省委书记。1967年6月1日饶漱石为刘少奇写的证明材料里，以当年共青团满洲省委书记和代理党的满洲省委书记的身份，证明刘少奇在沈阳被捕后，党组织没有遭到破坏，也没有人因此被捕：“我只记得他是因为到沈阳奉天纱厂等候工人党员接头谈话，被敌人把他当作小偷而被捕的。因为敌人未得到刘的其他材料，故刘只在监狱住了十天左右即获释放。”
1930年饶漱石被捕。解放后业已查清，被捕期间并无叛变行为。1931年出狱赴苏联。1932年回国到上海，任上海工人联合会主任兼党团书记，中华全国总工会宣传部长兼秘书长。中华全国总工会上海执行局党团书记、中华全国总工会华北办事处主任。1935年再赴苏联，任中华全国总工会驻赤色职工国际代表。饶漱石精通英语。1936年起先后被派到美国、法国，任中共中央华侨委员会书记，分别参与中文《先锋报》、《救国时报》的工作。
1939年11月与妻子陆璀奉命从美国回国，任中共东南局副书记。1941年1月9日，在皖南事变已经发动、新四军副军长项英和政治部主任袁国平擅自离队的情况下，饶漱石、叶挺领衔以东南局名义向中央发出两封电报，一封电报痛陈敌情：“我江南遵令北移被阻，战况激烈，请向国民党严重交涉。”另一封电报则要求临机处置，以饶漱石代替项英：“项英、袁国平等在紧急关头已离开部队，提议中央明令撤项职，并令小姚在政治上负责，叶在军事上负责，以挽危局。”饶漱石在发给中央的电报所表达决心“我为革命牺牲，固我夙愿”。11日，中共中央和毛泽东致电叶饶，充分肯定了他们的临机处置方案：“希夷小饶的领导是完全正确的，望全党全军服从叶、饶指挥，执行北移任务。”12日，中共中央和毛泽东又连续发来类似上述内容的电报。
饶漱石在皖南事变的突出表现，其后受到重用。任中共中央华中局副书记兼新四军政治部主任。1942年3月，饶漱石接替因工作需要调回中央的刘少奇，为华中局代理书记、新四军代理政委。华中的党、政、军大权交给了饶漱石。饶因自知无领导战争和根据地工作的实际经验，却被委以这样的重任，心里的压力是很大的，他曾有一个电报给中央：“在德的方面我可无愧，但才的方面难于胜任，因此，希望中央速派才德兼备的干部来来帮助我们。”其后陈毅、饶漱石指挥了新四军的军事行动，直到黄花塘事件爆发，中央把陈毅同志调回延安去参加整风。经过黄花塘事件后，中央任命张云逸为新四军代军长，从此张云逸、饶漱石指挥了新四军的军事行动。在新四军后期，新四军的军事指挥是饶漱石为主（参见粟裕关于华东战史的讲话）。1945年7月当选为中共七屆中央委员。
抗日战争胜利后，饶漱石随新四军主力调往山东，担任新四军兼山东军区政委，华东局书记，继续掌握党、政、军大权。1946年初饶漱石参加军调处，派往北京、东北进行国共军事调停工作。

### 内战期间
1945年11月13日，中共中央决定饶漱石任华东局书记（1945年9月，中共中央决定将山东分局改成华东局，任命饶漱石为华东局书记，陈毅、黎玉为副书记，饶漱石、陈毅、黎玉、张云逸、舒同组成华东局常委会，并把原华中局改成华中分局，也划归华东局领导）。饶到山东不久即去北平参加军调部工作，后又赴东北。1946年10月28日，中共中央书记处任命饶漱石担任中共中央副秘书长兼中央组织部部长，仍兼华东局书记、新四军暨山东军区政委。直到1947年1月才由延安返回山东工作。
部分吹捧饶漱石的文章称饶“领导和参与指挥了”华野的主要战役，包括莱芜战役、孟良崮战役等，捏造了“华东战区”这个名词并称其为“华东战区统帅”。这是违背史实的。事实上，第二次国共内战期间中共和解放军并无“战区”这一编制，涉及军区方面，华东军区和华东野战军司令员均由陈毅担任，华东野战军政委仍然是陈毅兼任，仅华东军区政委这一职务由饶漱石担任。当然在级别上，饶漱石始终是陈毅的领导。饶漱石作为华东局书记，在内战中的重大贡献是与时任华东局副书记兼山东省委书记的康生一起鼓励粟裕向中央军委“斗胆直呈”，此举改变了内战南线战场的全盘战略计划，这是战略层面的一项重大贡献。

### 中华人民共和国成立后
中华人民共和国成立后，任中共华东局第一书记，兼上海市委第一书记，中央人民政府委员，华东军政委员会主席。1952年初，由于工作疲劳过度，眼面部神经严重痉挛，中央让他到北京治疗。采取了苏联当时新兴的“睡眠疗法”，即服用大量的安眠药使其除坐起吃饭外就是睡眠，一连睡了20天。出院第二天夜第三天凌晨3时左右执意见毛泽东并谈了三个小时。1952年调北京，任中共中央组织部部长。与中组部常务副部长安子文的不团结问题，在中央召开的全国财经会议上和高岗“批薄射刘”问题、在中央组织工作会议上“讨安伐刘”问题等等。高饶事件后，饶从未承认自己反刘，他在自己的两次检讨中，只承认曾对少奇同志在个别问题上有过意见或表示过不满。
1954年夏，因与康生的矛盾，被作为“高饶反党集团”（高岗、饶漱石）主犯，“阴谋家”、“野心家”、“反党分子”，受到公开批判。又因为扬帆、潘汉年的“内奸”问题，饶漱石被认定为“饶潘扬反革命集团”的首犯。1955年3月因被指控和高岗结成反党联盟而被开除出党，1955年4月，又以“饶漱石、潘汉年、扬帆反革命集团头子”的罪名被逮捕。1965年8月，最高人民法院判处饶漱石有期徒刑14年，剥夺政治权利10年。判决书没有提到潘汉年，却说饶漱石包庇了“内奸分子”扬帆和“中统特务分子”胡均鹤，因而判刑14年。1965年9月23日，被假释出狱。文化大革命爆发后，1967年被重新收监。 1975年3月2日病死于监狱，享年72岁。1980年代，潘、扬、胡均已平反昭雪。
1986年8月出版《毛泽东著作选读》两卷本时，在第436条注释中写道：饶漱石在任中共华东局第一书记兼上海市委第一书记期间，“直接领导潘汉年等在反特方面的工作。由于潘汉年被错定为‘内奸分子’，饶漱石主持反特工作中的一些活动被错定为内奸活动，他因此被认定犯有反革命罪并被判刑。”

## 家庭
父亲饶思诚，曾任江西省人民委员会副省长。
妻子陆璀。女儿陆兰沁，1938年生于法国巴黎。1949年随母亲回国。
同父异母妹妹饶玉莲，1931年生。1950年底参军。1951年被分配到军委装甲兵司令部工作。1953年转业进入中国人民大学工业经济系学习。毕业后，分配抚顺工作，一年后调江西，先后在江西省石油局、江西省化工石油局等单位工作，1960年代初即被下放工厂，做计划统计员，1970年随丈夫下放农村三年，1973年返回原厂到食堂做会计，直至1983年退休。